# Mezinárodní banka pro obnovu a rozvoj

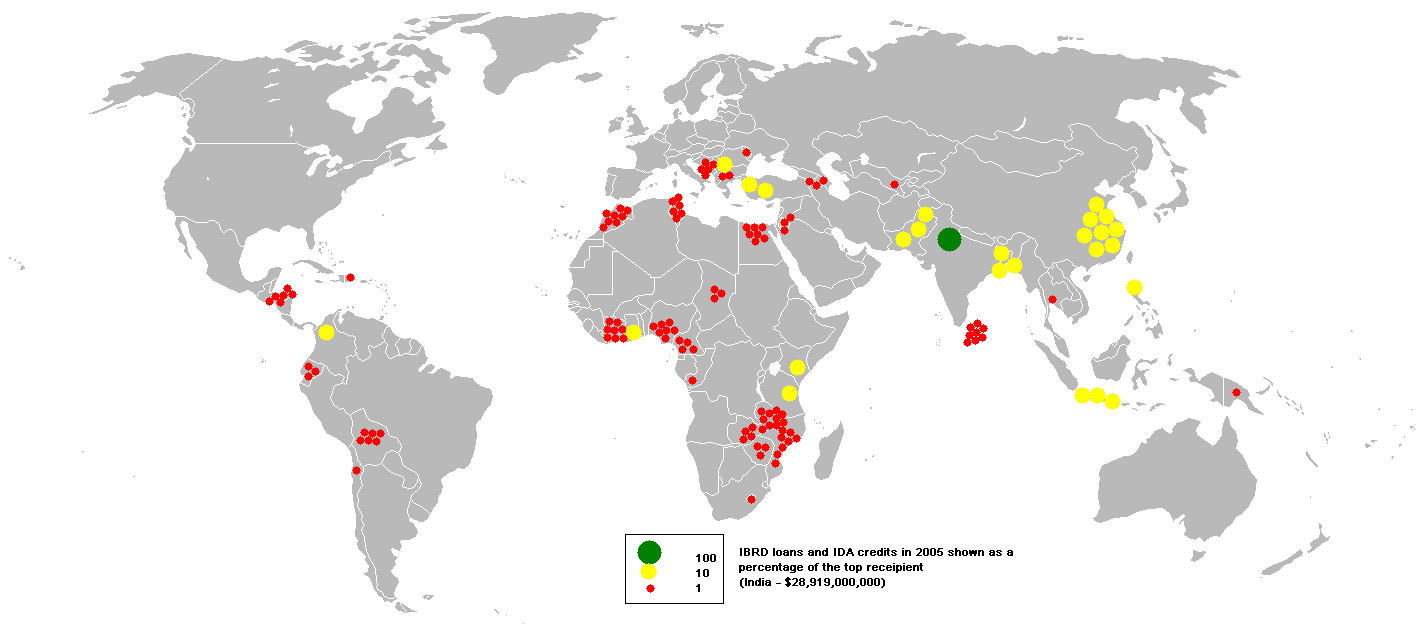
Mapa projektů financovaných bankou v roce 2005

Mezinárodní banka pro obnovu a rozvoj (anglicky International Bank for Reconstruction and Development) je mezinárodní finanční instituce založená v roce 1944 účastníky Brettonwoodské konference. Činnost zahájila roku 1946. Jde o jednu z pěti organizací Skupiny Světové banky a historicky první z nich. Sídlo má ve Washingtonu ve Spojených státech. Nabízí půjčky středněpříjmovým rozvojovým zemím. Původně byla založena proto, aby pomohla postavit se na nohy evropské ekonomiky zničené druhou světovou válkou. Banka zřídila specializovanou agenturu zvanou Mezinárodní asociace pro rozvoj, která poskytuje úvěry a granty zemím s vůbec nejnižším HDP na osobu nebo se sníženou důvěryhodností a platební schopností. Mezinárodní banka pro obnovu a rozvoj spolu s Mezinárodní asociací pro rozvoj bývá někdy nazývána Světová banka (nezaměňovat se Skupinou Světové banky). Mezinárodní banku pro obnovu a rozvoj vlastní (jakožto akcionáři) společně 189 členských států zastoupených svými vládami, přičemž každá země je zastoupena v Radě guvernérů. Kromě příspěvků od členských zemí získává banka většinu svého kapitálu půjčováním na mezinárodních kapitálových trzích prostřednictvím emise dluhopisů se zvýhodněnou sazbu, jíž disponuje díky nejvyššímu úvěrovému ratingu AAA. Nabízí rozvojovým státům zvýhodněné financování projektů, které usilují o zlepšení dopravní infrastruktury, vzdělávání, životního prostředí, energetiky, zdravotní péče, hygieny, přístupu k potravinám a pitné vodě.